# Klein-Gordon-Gleichung
Die Klein-Gordon-Gleichung (auch Klein-Fock-Gordon-Gleichung oder Klein-Gordon-Schrödinger-Gleichung) ist die relativistische Feldgleichung, welche die Kinematik freier skalarer Felder bzw. Teilchen (d. h. Spin 0) bestimmt. Es handelt sich dabei um eine homogene partielle Differentialgleichung zweiter Ordnung, die relativistisch kovariant ist, d. h. forminvariant unter Lorentz-Transformation.

## Geschichte

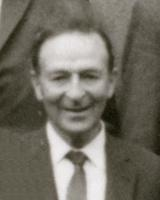
Oskar Klein, Kopenhagen 1963

Nach Schrödingers Publikation im Jahre 1926 versuchten viele Physiker, darunter Oskar Klein und Walter Gordon, das relativistische Analogon zur Schrödingergleichung zu finden, um Wellenfunktionen zu charakterisieren, die in der Quantenmechanik den Zuständen eines freien Teilchens entsprechen. Unabhängig stießen auch Schrödinger selbst und Wladimir Fock auf die Klein-Gordon-Gleichung, weshalb sie manchmal zusätzlich nach ihnen benannt wird.
Zwar ergibt sich aus der Klein-Gordon-Gleichung die richtige Beziehung zwischen Energie und Impuls, nicht aber der Spin der untersuchten Teilchen. Deswegen stimmen bei geladenen Spin-1/2-Teilchen wie dem Elektron und dem Proton im Wasserstoffatom die aus der Klein-Gordon-Gleichung hergeleiteten Bindungsenergien nicht mit den beobachteten Energien überein; die richtige Bewegungsgleichung für diese Teilchen ist die Dirac-Gleichung. Stattdessen beschreibt die Klein-Gordon-Gleichung als skalare Differentialgleichung spinlose Teilchen korrekt, z. B. Pionen.

## Herleitung
Bei der Herleitung geht man von der Energie-Impuls-Beziehung
{\displaystyle E^{2}-{\vec {p}}^{2}c^{2}-m^{2}c^{4}=0}
zwischen der Energie {\displaystyle E} und dem Impuls {\displaystyle {\vec {p}}} eines Teilchens der Masse {\displaystyle m} in der speziellen Relativitätstheorie aus. Die erste Quantisierung deutet diese Relation als Gleichung für Operatoren, die auf Wellenfunktionen {\displaystyle \phi (t,{\vec {x}})} wirken. Dabei sind {\displaystyle E} und {\displaystyle {\hat {\vec {p}}}} die Operatoren
{\displaystyle E=\mathrm {i} \hbar {\frac {\partial }{\partial t}}\,,\ {\hat {\vec {p}}}=-\mathrm {i} \,\hbar \,{\vec {\nabla }}.}
Damit ergibt sich die Klein-Gordon-Gleichung
{\displaystyle \left[{\frac {1}{c^{2}}}{\frac {\partial ^{2}}{\partial t^{2}}}-{\vec {\nabla }}^{2}+{\frac {m^{2}c^{2}}{\hbar ^{2}}}\right]\phi (t,{\vec {x}})=0.}
In diesen Einheiten, mit dem D’Alembert-Operator
{\displaystyle \Box :=\partial ^{\mu }\partial _{\mu }={\frac {1}{c^{2}}}{\frac {\partial ^{2}}{\partial t^{2}}}-{\vec {\nabla }}^{2}={\frac {1}{c^{2}}}{\frac {\partial ^{2}}{\partial t^{2}}}-{\frac {\partial ^{2}}{\partial x^{2}}}-{\frac {\partial ^{2}}{\partial y^{2}}}-{\frac {\partial ^{2}}{\partial z^{2}}}}
und mit der abkürzenden Bezeichnung {\displaystyle x=(ct,{\vec {x}})} für die Raumzeitkoordinaten lautet die Klein-Gordon-Gleichung:
{\displaystyle \left(\Box +{\frac {1}{{\lambda \!\!\!^{-}}_{\text{C}}^{2}}}\right)\phi (x)=0}
Da der Wellenoperator {\displaystyle \Box :=\partial ^{\mu }\partial _{\mu }} und die reduzierte Compton-Wellenlänge {\displaystyle {\lambda \!\!\!^{-}}_{\text{C}}={\frac {\hbar }{m\,c}}} sich in der Minkowski-Raumzeit wie skalare Größen transformieren, ist in dieser Darstellung die relativistische Invarianz der skalaren Gleichung offensichtlich. In der relativistischen Quantentheorie verwendet man an Stelle der SI-Einheiten natürliche Einheiten, in denen {\displaystyle \hbar } und {\displaystyle c} den Wert 1 haben. Dadurch ergibt sich die Klein-Gordon-Gleichung zu
{\displaystyle \partial _{t}^{2}\phi -{\vec {\nabla }}^{2}\phi +m^{2}\phi =0}.

## Lösung
Bezeichne {\displaystyle k=({\tfrac {\omega }{c}},{\vec {k}})} den Vierer-Wellenvektor. Dann ist die ebene Welle
{\displaystyle \phi =A\mathrm {e} ^{\mathrm {i} kx}}
eine Lösung der Klein-Gordon-Gleichung, wenn die Kreisfrequenz {\displaystyle \omega } gemäß
{\displaystyle \omega ({\vec {k}})={\sqrt {{\frac {m^{2}c^{4}}{\hbar ^{2}}}+c^{2}{\vec {k}}^{2}}}}
oder in den Planck-Einheiten
{\displaystyle \omega ({\vec {k}})={\sqrt {m^{2}+{\vec {k}}^{2}}}}
mit dem Wellenvektor {\displaystyle {\vec {k}}} zusammenhängt. Ebenso löst die konjugiert-komplexe Welle
{\displaystyle \phi ^{*}=A^{*}\mathrm {e} ^{-\mathrm {i} kx}}
die Klein-Gordon-Gleichung, da diese reell ist.
Da die Klein-Gordon-Gleichung linear und homogen ist, sind Summen und komplexe Vielfache von Lösungen ebenso Lösungen. Daher löst
{\displaystyle \phi (x)=\int {\frac {\mathrm {d} ^{4}k}{(2\pi )^{4}}}\left[a_{k}\,\mathrm {e} ^{\mathrm {i} kx}+b_{k}^{*}\,\mathrm {e} ^{-\mathrm {i} kx}\right]}
mit beliebigen fouriertransformierbaren Amplituden {\displaystyle a_{k}} und {\displaystyle b_{k}^{*}} die Klein-Gordon-Gleichung. Umgekehrt ist jede fouriertransformierbare Lösung von dieser Form.
In dieser Darstellung der Lösung ist allerdings nicht ersichtlich, dass sie im Punkt {\displaystyle x} nur von ihren Anfangswerten auf und im Inneren des Lichtkegels von {\displaystyle x} abhängt.
In der Quantenfeldtheorie sind {\displaystyle \phi } und dementsprechend auch {\displaystyle a_{k}} und {\displaystyle b_{k}} Operatoren. Der Operator {\displaystyle a_{k}} vernichtet Teilchenzustände mit Spin {\displaystyle s=0}, beispielsweise negative Pionen, {\displaystyle b_{k}^{\dagger }} erzeugt die entgegengesetzt geladenen Antiteilchen, positive Pionen. Der adjungierte Operator {\displaystyle \phi ^{\dagger }} vernichtet dann positive Pionen und erzeugt negative Pionen.
Für ein reelles Feld {\displaystyle \varphi } gilt {\displaystyle a_{k}=b_{k}}. Es ist invariant unter Phasentransformationen und trägt nicht zum elektromagnetischen Strom bei. Die Teilchen, die das reelle Feld vernichtet und erzeugt, beispielsweise neutralen Pionen, sind ungeladen und stimmen mit ihren Antiteilchen überein.

## Lagrangedichte
Eine Lagrangedichte für ein reelles Feld {\displaystyle \varphi }, die auf die Klein-Gordon-Gleichung führt, lautet
{\displaystyle {\mathcal {L}}={\frac {1}{2}}\left[(\partial _{t}\varphi )^{2}-(\partial _{x}\varphi )^{2}-(\partial _{y}\varphi )^{2}-(\partial _{z}\varphi )^{2}-m^{2}\varphi ^{2}\right]\ ={\frac {1}{2}}\left[(\partial _{\mu }\varphi )(\partial ^{\mu }\varphi )-m^{2}\varphi ^{2}\right]}
und für ein komplexes Feld {\displaystyle \phi }
{\displaystyle {\mathcal {L}}=\partial _{t}\phi ^{\dagger }\,\partial _{t}\phi -\partial _{x}\phi ^{\dagger }\,\partial _{x}\phi -\partial _{y}\phi ^{\dagger }\,\partial _{y}\phi -\partial _{z}\phi ^{\dagger }\,\partial _{z}\phi -m^{2}\phi ^{\dagger }\,\phi \,=(\partial _{\mu }\phi ^{\dagger })(\partial ^{\mu }\phi )-m^{2}\phi ^{\dagger }\phi .}
Mit der hier gewählten Normierung der Lagrangedichten ergeben sich in der Quantenfeldtheorie für das komplexe Feld dieselben Propagatoren wie für das reelle.

## Kontinuitätsgleichung
Die Lagrangedichte für das komplexe Feld ist invariant unter der kontinuierlichen Schar von Transformationen
{\displaystyle T_{\alpha }:\ \phi \mapsto \mathrm {e} ^{\mathrm {i} \alpha }\phi \,,\ \phi ^{\dagger }\mapsto (\mathrm {e} ^{\mathrm {i} \alpha }\phi )^{\dagger }\ =\mathrm {e} ^{-\mathrm {i} \alpha }\phi ^{\dagger },}
die das Feld mit einer komplexen Phase {\displaystyle \mathrm {e} ^{\mathrm {i} \alpha }\,,0\leq \alpha <2\pi } multiplizieren.
Nach dem Noether-Theorem gehört zu dieser kontinuierlichen Symmetrie ein erhaltener Strom mit Komponenten
{\displaystyle j_{\mu }=\mathrm {i} \left(\phi ^{\dagger }\,\partial _{\mu }\phi -(\partial _{\mu }\phi ^{\dagger })\,\phi \right)\,,\ \mu \in \{0,1,2,3\}.}
Die 0-Komponente ist die Dichte der erhaltenen Ladung:
{\displaystyle \rho (x)=j_{0}(x)=\mathrm {i} \left(\phi ^{\dagger }\,\partial _{t}\phi -(\partial _{t}\phi ^{\dagger })\,\phi \right)}
Diese Dichte ist nicht positiv semidefinit und kann nicht als Wahrscheinlichkeitsdichte gedeutet werden. Vielmehr wird
{\displaystyle Q=\int \mathrm {d} ^{3}{\vec {x}}\,j_{0}=\mathrm {i} \int \mathrm {d} ^{3}x\,\left(\phi ^{\dagger }\,\partial _{t}\phi -(\partial _{t}\phi ^{\dagger })\,\phi \right)}
als die elektrische Ladung und {\displaystyle j_{\mu }} als die elektromagnetische Viererstromdichte gedeutet, an die das skalare Potential und das Vektorpotential der Elektrodynamik koppeln.